# بيار صادق
بيار صادق هو رسام كاريكاتوري لبناني. رسم في أشهر الجرائد اللبنانية. اشتهر باستقلالية عمله مع أنه عمل مع مؤسسات عقائدية وحزبية وسياسية. رسوماته تظهر الواقع بتهكم كما يجب أن يراه المواطن العادي. أول من نفّذ الكاريكاتور السياسيّ المتحرّك يوميّا ًمن على شاشة التلفزيون.

## بداياته
تخرّج بيار صادق من الأكاديمية اللبنانية للفنون الجميلة، وعمل طوال حياته رساما للكاريكاتور. وكان يبيع لوحاته لوسائل الإعلام وهو ما يزال طالبا بعد. كان رسامو الكاريكاتور في لبنان حينذاك اثنان: ديران عجميان وخليل أشقر، فأصبح هو ثالثهم.
في بداية مشواره المهني، عمل بيار صادق لحساب صحيفة الصياد المعروفة. وفي عام سنة 1958، انتقل بيار صادق للعمل بجريدة النهار. وخلال الحرب الأهلية اللبنانية، وبسبب موقع سكنه، غادر بيار صادق جريدة النهار سنة 1978 للعمل بصحيفة «العمل» ذات الخط المسيحي الكتائبي إلا أنه حافظ على استقلاليته. وفي أواخر عقد الثمانينات الماضي، التحق بصحيفة الجمهورية لمدة عام واحد، كما عمل أيضا في جريدة الديار اللبنانية.

## الرسوم المتحركة
في عام 1985، دخل بيار صادق ميدان العمل التلفزيوني بفكرة مبتكرة عرضها على المؤسسة اللبنانية للإرسال إذ كان يرغب في بدء في رسم كاريكاتور سياسي متحرك. وافقت الإدارة فعُيّن مسؤولا عن المشروع. وهكذا دشّن بيار صادق أولى شخصياته المتحركة في مايو/أيار سنة 1986. وفي عام 2002 أنتقل للعمل مع تلفزيون المستقبل.

## إنجازاته
- حائز على وسام الأرز الوطني من رتبة فارس في عهد الرئيس سليمان فرنجية.
- نال جائزة الشاعر سعيد عقل مرتين.
- نال عدة جوائز تقدير محليّة وعالميّة. آخرها درع ووسام أندية «ليونز» العالمية.
- أقام عدة معارض في لبنان والخارج. آخر معرض له في واشنطن العاصمة
- مؤلفاته: «كاريكاتور صادق»، «إضحك مع بيار صادق على السياسيين»، «كلنا عالوطن» و«بشير».